# Вировац
Вировац је насеље у Србији у општини Мионица у Колубарском округу. Према попису из 2022. било је 268 становника.

## Демографија
У насељу Вировац живи 362 пунолетна становника, а просечна старост становништва износи 47,5 година (46,2 код мушкараца и 49,0 код жена). У насељу има 152 домаћинства, а просечан број чланова по домаћинству је 2,76.
Ово насеље је великим делом насељено Србима (према попису из 2002. године), а у последња три пописа, примећен је пад у броју становника.
|  |

| Демографија | Демографија | Демографија |
| Година      | Становника  | Становника  |
| ----------- | ----------- | ----------- |
| 1948.       | 900         |             |
| 1953.       | 927         |             |
| 1961.       | 826         |             |
| 1971.       | 748         |             |
| 1981.       | 674         |             |
| 1991.       | 531         | 509         |
| 2002.       | 419         | 430         |

| Етнички састав према попису из 2002.‍ | Етнички састав према попису из 2002.‍ | Етнички састав према попису из 2002.‍ | Етнички састав према попису из 2002.‍ | Етнички састав према попису из 2002.‍ |
| ------------------------------------ | ------------------------------------ | ------------------------------------ | ------------------------------------ | ------------------------------------ |
|                                      |                                      |                                      |                                      |                                      |
| Срби                                 | Срби                                 |                                      | 410                                  | 97,85%                               |
| Роми                                 | Роми                                 |                                      | 6                                    | 1,43%                                |
| Мађари                               | Мађари                               |                                      | 1                                    | 0,23%                                |
| Југословени                          | Југословени                          |                                      | 1                                    | 0,23%                                |
| непознато                            | непознато                            |                                      | 1                                    | 0,23%                                |

| Година пописа     | 1948. | 1953. | 1961. | 1971. | 1981. | 1991. | 2002. |
| ----------------- | ----- | ----- | ----- | ----- | ----- | ----- | ----- |
| Број домаћинстава | 167   | 179   | 194   | 189   | 189   | 174   | 152   |

| Број чланова      | 1  | 2  | 3  | 4  | 5  | 6 | 7 | 8 | 9 | 10 и више | Просек |
| ----------------- | -- | -- | -- | -- | -- | - | - | - | - | --------- | ------ |
| Број домаћинстава | 44 | 39 | 24 | 16 | 19 | 5 | 4 | 1 | 0 | 0         | 2,76   |

| Пол    | Укупно | Неожењен/Неудата | Ожењен/Удата | Удовац/Удовица | Разведен/Разведена | Непознато |
| ------ | ------ | ---------------- | ------------ | -------------- | ------------------ | --------- |
| Мушки  | 201    | 65               | 107          | 22             | 6                  | 1         |
| Женски | 167    | 12               | 108          | 42             | 5                  | 0         |
| УКУПНО | 368    | 77               | 215          | 64             | 11                 | 1         |

| Пол    | Укупно                    | Пољопривреда, лов и шумарство | Рибарство                            | Вађење руде и камена | Прерађивачка индустрија       |
| ------ | ------------------------- | ----------------------------- | ------------------------------------ | -------------------- | ----------------------------- |
| Мушки  | 145                       | 87                            | 0                                    | 0                    | 32                            |
| Женски | 84                        | 75                            | 0                                    | 0                    | 3                             |
| УКУПНО | 229                       | 162                           | 0                                    | 0                    | 35                            |
| Пол    | Производња и снабдевање   | Грађевинарство                | Трговина                             | Хотели и ресторани   | Саобраћај, складиштење и везе |
| Мушки  | 0                         | 8                             | 4                                    | 0                    | 3                             |
| Женски | 0                         | 0                             | 2                                    | 0                    | 1                             |
| УКУПНО | 0                         | 8                             | 6                                    | 0                    | 4                             |
| Пол    | Финансијско посредовање   | Некретнине                    | Државна управа и одбрана             | Образовање           | Здравствени и социјални рад   |
| Мушки  | 3                         | 2                             | 1                                    | 0                    | 1                             |
| Женски | 0                         | 0                             | 0                                    | 2                    | 1                             |
| УКУПНО | 3                         | 2                             | 1                                    | 2                    | 2                             |
| Пол    | Остале услужне активности | Приватна домаћинства          | Екстериторијалне организације и тела | Непознато            | Непознато                     |
| Мушки  | 0                         | 0                             | 0                                    | 4                    | 4                             |
| Женски | 0                         | 0                             | 0                                    | 0                    | 0                             |
| УКУПНО | 0                         | 0                             | 0                                    | 4                    | 4                             |

## Галерија
- Вировац - Панорама
- Вировац - Панорама
- Вировац - Панорама
- Вировац - Панорама
- Вировац - Воденица
- Вировац - Воденица
- Вировац - Воденица